# Jamiro Monteiro
Jamiro Gregory Monteiro Alvarenga (Roterdão, 23 de novembro de 1993) é um futebolista cabo-verdiano de origem neerlandesa que atua como meio-campista. Atualmente joga pelo Gaziantep.

## Carreira
Tendo jogado nas categorias de base do Sparta Rotterdam, Dordrecht, Hansa Rostock, Anker Wismar e Cambuur, Jamiro profissionalizou-se neste último em 2015, aos 21 anos. Pelo SCC, o meio-campista jogou 56 partidas e marcou 6 gols. Ele ainda passou pelo Heracles Almelo na temporada 2017–18, atuando em 34 partidas e fazendo 4 gols.
Em julho de 2018, assinou com o Metz num contrato de 3 anos, mas não se firmou na equipe: foram apenas 7 partidas oficiais disputadas (3 pela Ligue 2, uma pela Copa da França e outras 3 pela Copa da Liga) antes de se mudar para os Estados Unidos em março de 2019, sendo emprestado ao Philadelphia Union até o final da temporada, com opção de compra ao final do período.
Suas atuações pelo time da Pensilvânia renderam a Jamiro sua contratação definitiva em janeiro de 2020. O Philadelphia Union pagou 2 milhões de dólares para assinar um contrato permanente com o meia, que recebeu o status de jogador designado, e venceu a MLS Supporters' Shield do mesmo ano.

## Carreira internacional
Embora nascido e criado em Roterdão, Jamiro optou em defender Cabo Verde, onde seus pais nasceram. A estreia do meio-campista nos Tubarões Azuis foi em março de 2016 contra o Marrocos, em partida válida pelas eliminatórias da Copa das Nações Africanas do ano seguinte.
Seu primeiro gol foi em outubro de 2021, na vitória por 2 a 1 sobre a Libéria, pelas eliminatórias africanas para a Copa de 2022, sendo ainda convocado para disputar a Copa das Nações Africanas disputada em Camarões.

## Títulos
Philadelphia Union
- MLS Supporters' Shield: 2020[10]

### Individuais
- Time ideal da Liga dos Campeões da CONCACAF: 2021[11]